# Manuel Doblado
Manuel Vicente Ramón Doblado Partida (San Pedro Piedra Gorda Hoy Ciudad Manuel Doblado, Guanajuato, México; 12 de junio de 1818 - Nueva York, Estado de Nueva York, Estados Unidos; 19 de junio de 1865) fue un abogado, militar, diplomático y político mexicano que participó durante la Guerra de Reforma. 
Hijo de Julián Doblado y María Vicenta Partida.
El general Doblado fue gobernador de Guanajuato y fue ministro de Relaciones Exteriores de 1861 a 1862 del gobierno de Benito Juárez. Durante su gestión entabló negociaciones con los diplomáticos ingleses para pactar la deuda del gobierno mexicano, trabajó en la elaboración del Tratado Corwin-Doblado cuyo objetivo era que los Estados Unidos pagarían a la nación europea la deuda mexicana aportando como garantía los bienes nacionalizados y minas del noroeste de la República mexicana, pero el tratado nunca se materializó y por consecuencia nunca entró en efecto. Lo que causó grandes pérdidas y retraso en la economía, colindada con la deuda externa.
Negoció con los representantes de la alianza tripartita —conformados por España, Francia e Inglaterra— quienes exigían el pago de sus créditos, habiendo tomado los puertos de Veracruz y Tampico. Realizó y firmó los Tratados de la Soledad en el hoy municipio de Soledad de Doblado  junto con el general Juan Prim, mismos que no respetaron los franceses iniciándose así la Segunda Intervención Francesa en México.
En las elecciones federales de México de 1861 participó como candidato a la presidencia, pero fue derrotado aplastantemente por el presidente Benito Juárez.